# Йегер, Лоренц
Лоренц Йегер (нем. Lorenz Jaeger; 23 сентября 1892, Галле, Германская империя — 1 апреля 1975, Падерборн, ФРГ) — немецкий кардинал. Архиепископ Падерборна с 10 августа 1941 по 30 июня 1973. Кардинал-священник с 22 февраля 1965, с титулом церкви Сан-Леоне I с 25 февраля 1965.

## Спорные высказывания
Является почётным гражданином города Падерборн.
8 мая 2015 года Демократическая инициатива Падерборна выступила с инициативой о лишении Лоренца Йегера звания почётного гражданина Падерборна.
Причиной является потворствование нацистскому режиму во время Второй мировой войны.
Йегер о России:
«Ist jenes arme unglückliche Land nicht der Tummelplatz von
Menschen, die durch ihre Gottfeindlichkeit und durch ihren Christushass fast zu Tieren entartet sind?
Erleben unsere Soldaten dort nicht ein Elend und ein Unglück sondergleichen? Und warum? Weil man
die Ordnung des menschlichen Lebens dort nicht auf Christus, sondern auf Judas aufgebaut hat.»
Перевод:
«Не является ли эта бедная страна ареной людей, которые через их вражду с Богом и ненавистью к Христу почти выродились в животных? Не видят ли наши солдаты там страдания и несчастье себе подобных? И почему? Потому что там жизнь построена не на Христе, но на Иуде».
«Erzbischof Jaeger bekundete sogar seine Sympathie für die Verleumdungskampagne der Nationalsozialisten
gegen die slawischen ,Untermenschen‘ und bezeichnete Russland als ein Land, dessen
Menschen, durch ihre Gottfeindlichkeit und durch ihren Christushass fast zu Tieren entartet sind‘.»
Перевод:
«Архиепископ Йегер выражал даже симпатию клеветнической компании национал-социалистов против славянский „недочеловеков“ и описывал Россию как страну, чьи люди через вражду с Богом и ненависть к Христу выродились почти в животных»
Но городской совет города Падерборн благодаря коалиции ХДС(CDU) и СвДП(FDP) сохранил за Йегерем звание почётного гражданина Падерборна.